# 주재관
주재관(駐在官, 프랑스어: attaché 아타셰[*], 영어: attaché)은 외교 공관에 배치되어 각 전문분야 별로 외교활동을 보좌하는 관리이다. 주재무관, 주재농무관, 주재과학관, 주재상무관 등이 있다.